# 阿部寛のホームページ
阿部寛のホームページ（あべひろしのホームページ）は、日本の俳優である阿部寛の公式ウェブサイトである。非常にシンプルなデザインのため、軽量であり、その表示の高速性からインターネット・ミームとしても扱われている。

## 概要
元々このサイトは、阿部寛のファンがファンサイトとして作成したものであるが、後に事務所公認となり、公式ホームページとなった経緯がある。1990年代頃のインターネット黎明期のサイトのようなデザインであり、サイトの容量が非常に少なく、表示速度が非常に速い（IPv6に対応）。
2016年には、それまで利用していたニフティのホームページサービスである「@homepage」のサービスが終了した。これによりサイト自体が移転したものの、従来の簡素なデザインはそのままに残された。阿部の所属事務所（当時）・茂田オフィスは、ファンの作成したサイトであるため、2021年4月時点でデザインを変更する予定はないと表明している。
阿部本人は2022年4月5日に公開されたスポーツ報知によるインタビューで、「非常にシンプルで気に入っています。作っていただいて感謝です」と答えている。また、8日に都内で行われた映画『とんび』の公開初日舞台で、共演する安田顕に「ご自分の公式ホームページを更新された方が」と言われた阿部は「でも、あれ人気だから」と答え、ホームページを変更する意向はないことを示した。

## 特色
上記のように、芸能人の公式ホームページとしては簡素であり、使われている写真も少ないこともあり、サイトの容量は非常に少ない。
こうした要因から、このサイトは大変高速にアクセスでき、瞬時にページ表示されることで知られており、『週刊女性PRIME』が取得したPageSpeedInsightsのデータによれば、Largest contentful paint（LCP）はわずか0.7秒だった。その高速さゆえ、日本のインターネットカルチャーでは「このサイトの表示すらままならない」という形で通信回線の遅さを指標するベンチマークと見做すなど、一種のインターネット・ミームとして扱われている。
2020年3月には、日本国内での普及率は高くないIPv6方式の通信に対応済みであったことが判明し、インターネットユーザーから注目を浴びた。
2022年4月には、スマートフォン用アプリ「太鼓の達人プラス」内の内部ブラウザでTwitter連携の画面からGoogle検索に移動し阿部寛のホームページを表示するユーザーが出現し、話題となった。
単なるベンチマーク以外にも機器の動作テスト用の道具として利用されており、例えば遥か昔のウェブブラウザを搭載する旧式のパソコンでインターネット接続を試す際にも用いられる。

## 類似のウェブサイト・パロディ
- 2019年10月23日にヤマハ発動機が公開した、第46回東京モーターショー向けの特設ウェブサイト[14]は、その読み込み速度の速さからネット上で話題になり、このサイトを連想する人も多かったという[15]。ヤマハ側は、月末は携帯端末の利用者が通信回線事業者と契約している月間のデータ通信量の上限に達する（いわゆる「ギガ死」を）迎える頃であり、そのような人でも快適に閲覧できるよう、簡素で読み込みの速いサイトにした、と表明した[15]。
- 海上自衛隊の第101掃海隊[注釈 3]のホームページも、その表示速度の速さからインターネット上で話題となった[18]。第101掃海隊の担当者によると、サイトのデザイン[注釈 4]は分かりやすく端的にPRすることを重視したもので、読み込みの速さを意図した訳ではないという[18]。
- 2021年5月25日に公開された、スマートフォンゲーム『アリス・ギア・アイギス』に登場する架空の企業「はさみメンテナンス株式会社」のホームページ[19]は、このサイトとよく似ていることからネット上で大きく注目された[20]。
- 2019年2月にFC2ブログが発表した「爆速テンプレート」[注釈 5]は、このサイトや、同じくネット上にて表示速度の速さで話題となったdev.to[22]を参考にして開発されたものである[21][23]。
- テレビドラマ『まだ結婚できない男』[注釈 6]の公式サイトでは、阿部が演じる主人公、桑野信介の人物プロフィールだけが「阿部寛のホームページ」風のデザインとなっている[26][27]。
- 同様に茂田オフィスに所属していた筒井真理子のホームページも阿部寛のホームページと似通ったインターネット黎明期風なデザインとなっている[28]。